# Crucificados pelo Sistema
Crucificados pelo Sistema é o álbum de estreia da banda de hardcore punk brasileira Ratos de Porão, LP (capa cinza) lançado em 1984 pela Punk Rock Discos. O disco foi gravado no estúdio Vice-Versa de 16 canais. Na época do lançamento foi distribuído na Europa e Estados Unidos. Relançado em LP (capa cinza) e CD (capa azul) pelo selo Devil Discos em 1989, em LP e CD digipack (capa vermelha) pelo selo Pecúlio Discos, do baterista Boka, em 2009 e em CD digipack (capa preta) pelo selo Heart Bleeds Blue em 2016. Em julho de 2016, foi eleito pela revista Rolling Stone Brasil como o melhor disco de punk rock do Brasil., é o primeiro lançamento oficial de um album completo de Hardcore punk da América Latina

## Faixas
| Lado A |                                   |         |  |
| N.º    | Título                            | Duração |  |
| 1.     | "Morrer"                          | 1:24    |  |
| 2.     | "Caos"                            | 0:16    |  |
| 3.     | "Guerra Desumana"                 | 1:22    |  |
| 4.     | "Agressão/Repressão"              | 1:21    |  |
| 5.     | "Obrigado a Obedecer"             | 1:02    |  |
| 6.     | "Asas da Vingança"                | 1:12    |  |
| 7.     | "Que Vergonha! (Olho Seco cover)" | 0:50    |  |
| 8.     | "Poluição Atômica"                | 0:59    |  |

| Lado B         |                             |         |  |
| N.º            | Título                      | Duração |  |
| 1.             | "Pobreza"                   | 1:02    |  |
| 2.             | "F.M.I."                    | 1:13    |  |
| 3.             | "Só Pensa em Matar"         | 2:15    |  |
| 4.             | "Sistema de Protesto"       | 1:36    |  |
| 5.             | "Não Me Importo"            | 1:19    |  |
| 6.             | "Periferia"                 | 1:01    |  |
| 7.             | "Crucificados pelo Sistema" | 1:23    |  |
| 8.             | "Corrupção"                 | 0:34    |  |
| Duração total: | Duração total:              | 18:47   |  |

## Integrantes da banda
- João Gordo - vocal
- Jão - bateria
- Jabá - baixo
- Mingau - guitarra